# HD 42486
HD 42486，又名CD-26 2761，SAO 171318、HR 2192，是一颗恒星，视星等为6.27，位于銀經233.3，銀緯-20.4，其B1900.0坐标为赤經6h 5m 47s，赤緯-26° -20.4′ 57″。